# Mostacillastrum pectinifolium
Mostacillastrum pectinifolium är en korsblommig växtart som först beskrevs av Al-shehbaz, och fick sitt nu gällande namn av Al-shehbaz. Mostacillastrum pectinifolium ingår i släktet Mostacillastrum och familjen korsblommiga växter. Inga underarter finns listade i Catalogue of Life.